# Мокану Олександр Олександрович
Олександр Олександрович Мокану (22 жовтня 1934, місто Кишинів, тепер Республіка Молдова — 13 червня 2018, місто Москва, Російська Федерація) — радянський молдавський державний діяч, голова Президії Верховної Ради Молдавської РСР, заступник голови Ради Союзу Верховної Ради СРСР, 1-й секретар Тираспольського міського комітету КП Молдавії. Член Центральної Ревізійної Комісії КПРС у 1986—1990 роках. Депутат Верховної Ради Молдавської РСР 9—11-го скликань. Депутат Верховної Ради СРСР 11-го скликання, заступник голови Президії Верховної Ради СРСР у 1986—1989 роках. Народний депутат СРСР у 1989—1991 роках. Кандидат економічних наук (1975).

## Життєпис
У 1956 році закінчив Кишинівський сільськогосподарський інститут імені Фрунзе.
У 1956—1957 роках — інженер-механік, контролер Яргаринської машинно-тракторної станції (МТС) Молдавської РСР.
У 1957—1961 роках — асистент кафедри Кишинівського сільськогосподарського інституту імені Фрунзе
У 1961—1967 роках — інженер-конструктор, старший інженер, провідний конструктор, начальник сектора, начальник відділу спеціального конструкторського бюро (СКБ) при Кишинівському тракторному заводі.
У 1967—1971 роках — начальник Кишинівського головного спеціалізованого конструкторського бюро (СКБ) по машинах для садів і виноградників Міністерства тракторного і сільськогосподарського машинобудування СРСР.
Член КПРС з 1968 року.
У 1971—1974 роках — голова виконавчого комітету Ленінської районної ради депутатів трудящих міста Кишинева.
У 1974—1977 роках — 1-й заступник голови виконавчого комітету Кишинівської міської ради депутатів трудящих.
У 1977—1980 роках — 1-й секретар Рибницького районного комітету КП Молдавії.
У 1980—1985 роках — 1-й секретар Тираспольського міського комітету КП Молдавії.
З 29 березня до 24 грудня 1985 року — міністр житлово-комунального господарства Молдавської РСР.
24 грудня 1985 — 29 липня 1989 року — голова Президії Верховної Ради Молдавської РСР.
У 1989—1991 роках — заступник голови Ради Союзу Верховної Ради СРСР.
З грудня 1991 року — персональний пенсіонер у місті Москві.
Помер у червні 2018 року.

## Нагороди
- орден Леніна
- чотири ордени Трудового Червоного Прапора
- орден «Знак Пошани»
- медалі